# 囊孢虫RNA病毒科
囊孢虫RNA病毒科（学名：Alvernaviridae）为南方菜豆花叶病病毒目的一个科。

## 下级分类
本科包括以下属：
- Dinornavirus